# Agardita-(Y)
L'agardita-(Y) és un mineral de la classe dels fosfats que pertany al grup de la mixita. Va ser anomenat així l'any 1969 per Jacques E. Dietrich, Marcel Orliac, i François Permingeat en honor de Jules Agard, un geòleg francès.

## Característiques
L'agardita-(Y) és un arsenat de fórmula YCu²⁺₆(AsO₄)₃(OH)₆(H₂O)₃. Segons la classificació de Nickel-Strunz, l'agardita-(Y) pertany a «08.DL - Fosfats, etc. amb cations de mida mitjana i gran, (OH, etc.):RO₄ = 2:1» juntament amb els següents minerals: foggita, cyrilovita, mil·lisita, wardita, agardita-(Nd), agardita-(Ce), agardita-(La), goudeyita, mixita, petersita-(Y), zalesiïta, plumboagardita, calciopetersita, cheremnykhita, dugganita, kuksita, wallkilldellita-(Mn), wallkilldellita-(Fe) i angastonita.

## Formació i jaciments
La seva localitat tipus es troba a la mina Bou Skour, a Ouarzazate, Souss-Massa-Draâ, Marroc.
Als territoris de parla catalana se n'ha trobat agardita-(Y) a Prullans, a la Cerdanya (província de Lleida), a la mina Alforja, situada a la localitat homònima a la comarca del Baix Camp (Tarragona), i a la mina «Iris 18» d'Escornalbou, a Riudecanyes (Baix Camp, Tarragona).